# The Incredibles (игра)
The Incredibles — компьютерная игра, основанная на мультфильме «Суперсемейка», выпущенном 28 сентября 2004 THQ для мобильного телефона, OS X, Microsoft Windows, GameCube, PlayStation 2, Xbox и Game Boy Advance. В отличие от большинства игр, связанных с фильмами, музыка в игре была написана Майклом Джаккино, который также писал музыку для мультфильма.
Сэмюэл Л. Джексон — единственный актёр, озвучивший своего персонажа и в мультфильме и в игровой адаптации. Через год у игры вышел сиквел, сюжетно повторяющий сиквел мультфильма.

## Сюжет
Злобный Бомб Вояж пытается ограбить банк в Метровилле, но Мистер Исключительный захватывает Бомб Вояжа в банке. Его фанат, Бадди Пайн, появляется и вылетает из окна на своих реактивных бутсах, чтобы вызвать полицию, но Мистер Исключительный замечает бомбу на плаще Бадди. Освободив Бомб Вояжа, Исключительный схватил плащ Бадди и отправился в полёт.
Мистер Исключительный и бомба падают на крышу, а Бомб Вояж появляется на вертолете. Вояж пытается убить Мистера Исключительного бомбами и лазерными лучами, но Мистер Исключительный бросает бомбы обратно в вертолет, заставляя его влететь в здание и взорваться.
Супергероев объявляют вне закона за слишком большое количество разрушений и вынуждают правительство скрывать их под видом гражданского населения, живущего нормальной жизнью. Мистер Исключительный женится на Эластике, и у них рождается трое детей: Фиалка, Шастик и Джек-Джек.
К Мистеру Исключительному приходит Мираж, которая рассказывает о секретной организации на острове под названием «Номанисан» и их последней машине, Омнидроиде 08. Мистер Исключительный отправляется на Номанисан, где он уничтожает Омнидроида. Бой был засвидетельствован Мираж и её анонимным работодателем через роботизированную птицу. Работодатель замечает, что победа Мистера Исключительного удивляет.
Мистер Исключительный возвращается на Номанисан с другой миссией. Когда он достигает конференц-зала, он проходит через множество охранников и других систем, но как только он достигает пустого конференц-зала, другой Омнидроид разрывает стену и захватывает Мистера Исключительного. Появляется создатель Омнидроида, Синдром, который был работодателем Мираж и является самим Бадди. Он показывает, что он хочет убить Мистера Исключительного и других супергероев мира. Мистер Исключительный избегает Синдрома и спрыгивает с водопада.
Эластика отправляется к Номанисану, чтобы спасти своего мужа и надежно прячет Фиалку и Шастика в пещере. Далее она пробирается на базу Синдрома. На следующее утро Фиалка и Шастик случайно активируют систему сигнализации и они вынуждены использовать свои силы, чтобы убежать от охранников Синдрома. Они учатся не стыдиться своих способностей и работать вместе.
Наконец, вся Суперсемейка встречаются и активируют одну из ракет Синдрома, используя её, чтобы вернуться обратно в Метровилль, где Омнидроид разрушает здания. Суперсемейка и Фреон объединяются вместе, чтобы уничтожить робота. Теперь все граждане снова любят супергероев.

## Различия версий
Существует несколько заметных различий между версиями консоли/ПК и версией GBA:
- В версии GBA нет бездонных ям, которые присутствуют в версии игры для консолей и ПК, из-за технических ограничений консоли.
- Версия GBA использует систему паролей, в отличие от обычной системы сохранений для консолей и ПК.
- Исключительно для версии консоли / ПК, в начале игры есть один уровень за Шастика, где игрок должен помочь ему добраться до школы.
- Эксклюзивная возможность версии GBA заключается в том, что игроки могут взять под свой контроль Фреона на некоторых уровнях, которые автоматически прокручиваются по рельсам.
- Все версии имеют один уровень, где игрок управляет Шастиком, когда он убегает от охранников Синдрома через островные джунгли. В версиях консоли / ПК можно мгновенно вывести из строя уровень, не достигнув времени или столкнуться с определёнными препятствиями, а в версии GBA у игроков есть неограниченное время, чтобы закончить уровень, но он должен победить охранников, когда они догоняют его прыгая сверху и избивая их.
- В версии игры для консоли GBA персонаж Эластика зовётся «Миссис Исключительная»

## Отзывы и продажи
| Сводный рейтинг           | Сводный рейтинг | Сводный рейтинг | Сводный рейтинг | Сводный рейтинг | Сводный рейтинг | Сводный рейтинг    |
| Издание                   | Оценка          | Оценка          | Оценка          | Оценка          | Оценка          | Оценка             |
| Издание                   | GBA             | GC              | PC              | PS2             | Xbox            | Мобильные          |
| ------------------------- | --------------- | --------------- | --------------- | --------------- | --------------- | ------------------ |
| GameRankings              | 52,63 %         | 64,39 %         | 56,83 %         | 63,75 %         | 62,69 %         | (3D) 84 % 75 %     |
| Metacritic                | 55/100          | 63/100          | 55/100          | 62/100          | 64/100          | N/A                |
| Иноязычные издания        |                 |                 |                 |                 |                 |                    |
| Издание                   | Оценка          | Оценка          | Оценка          | Оценка          | Оценка          | Оценка             |
| Издание                   | GBA             | GC              | PC              | PS2             | Xbox            | Мобильные          |
| EGM                       | N/A             | 6,33/10         | N/A             | 6,33/10         | 6,33/10         | N/A                |
| Eurogamer                 | N/A             | N/A             | N/A             | 4/10            | N/A             | N/A                |
| Famitsu                   | 23/40           | N/A             | N/A             | 29/40           | N/A             | N/A                |
| Game Informer             | N/A             | 6,5/10          | N/A             | 6,5/10          | 6,5/10          | N/A                |
| GameRevolution            | N/A             | C               | N/A             | C               | C               | N/A                |
| GameSpot                  | 6,3/10          | 6,1/10          | N/A             | 6,1/10          | 6,1/10          | (3D) 7,9/10 6,9/10 |
| GameSpy                   | [ 24 ]          | [ 25 ]          | N/A             | [ 26 ]          | [ 27 ]          | N/A                |
| GameZone                  | 7/10            | 7/10            | 7/10            | 7/10            | 6,9/10          | N/A                |
| IGN                       | N/A             | 6,5/10          | 6,5/10          | 6,5/10          | 6,5/10          | (3D) 8,9/10 8/10   |
| Nintendo Power            | 3,2/5           | 3,7/5           | N/A             | N/A             | N/A             | N/A                |
| OPM                       | N/A             | N/A             | N/A             | [ 39 ]          | N/A             | N/A                |
| OXM                       | N/A             | N/A             | N/A             | N/A             | 8,2/10          | N/A                |
| PC Gamer (US)             | N/A             | N/A             | 49 %            | N/A             | N/A             | N/A                |
| The Sydney Morning Herald | N/A             | [ 42 ]          | N/A             | [ 42 ]          | [ 42 ]          | N/A                |

«The Incredibles» получила «смешанные» отзывы на всех платформах в соответствии с сайтом Обзор агрегатора агрегации Metacritic. В Японии Famitsu дал игре оценку 29 из 40 для версии PlayStation 2 и 23 из 40 для версии Game Boy Advance.
В Соединенных Штатах версия «The Incredibles» для Game Boy Advance продавала один миллион копий и заработала 29 миллионов долларов к августу 2006 года. В период с января 2000 года по август 2006 года это была 15-я самая продаваемая игра, запущенная для Game Boy Advance, Nintendo DS или PlayStation Portable в этой стране.
К июлю 2006 года версия PlayStation 2 «The Incredibles» продала 740 000 копий и заработала 24 миллиона долларов США. Next Generation оценил её как 87-ю самую продаваемую игру, запущенную для PlayStation 2, Xbox или GameCube в период с января 2000 года по июль 2006 года в этой стране. Комбинированные продажи консолей серии The Incredibles достигли одного с половиной миллионов единиц в Соединенных Штатах к июлю 2006 года. Версия PlayStation 2 также получила награду «Platinum» от Ассоциации издателей развлекательных и развлекательных программ (ELSPA), с указанием продаж не менее трёхсот экземпляров в Великобритании.